# Rize of the Fenix
Rize of the Fenix je třetí studiové album amerického comedy rockového uskupení Tenacious D. Producenty alba byli John Kimbrough a John King a vyšlo v květnu 2012 pod značkou Columbia Records.

## Seznam skladeb
| Pořadí         | Název                                          | Autor                                 | Délka |
| -------------- | ---------------------------------------------- | ------------------------------------- | ----- |
| 1.             | Rize of the Fenix                              | Jack Black, Kyle Gass, John Kimbrough | 5:53  |
| 2.             | Low Hangin' Fruit                              | Black, Gass                           | 2:31  |
| 3.             | Classical Teacher (Skit)                       | Black, Gass, J. D. Ryznar             | 3:23  |
| 4.             | Señorita                                       | Black, Gass, Kimbrough                | 3:08  |
| 5.             | Deth Starr                                     | Black, Gass                           | 4:46  |
| 6.             | Roadie                                         | Black, Gass                           | 2:58  |
| 7.             | Flutes & Trombones (Skit)                      | Black, Gass, Bob Odenkirk             | 1:28  |
| 8.             | The Ballad of Hollywood Jack and the Rage Kage | Black, Gass                           | 5:05  |
| 9.             | Throw Down                                     | Black, Gass                           | 2:56  |
| 10.            | Rock Is Dead                                   | Black, Gass                           | 1:44  |
| 11.            | They Fucked Our Asses                          | Black, Gass                           | 1:08  |
| 12.            | To Be the Best                                 | Black, Gass                           | 1:00  |
| 13.            | 39                                             | Black, Gass                           | 5:16  |
| Celková délka: | Celková délka:                                 | Celková délka:                        | 41:22 |

| Bonusové skladby na předplacené verzi na iTunes | Bonusové skladby na předplacené verzi na iTunes | Bonusové skladby na předplacené verzi na iTunes | Bonusové skladby na předplacené verzi na iTunes |
| Pořadí                                          | Název                                           | Autor                                           | Délka                                           |
| ----------------------------------------------- | ----------------------------------------------- | ----------------------------------------------- | ----------------------------------------------- |
| 14.                                             | 5 Needs                                         | Black, Gass                                     | 1:36                                            |

| Bonusy na deluxe verzi | Bonusy na deluxe verzi | Bonusy na deluxe verzi | Bonusy na deluxe verzi |
| Pořadí                 | Název                  | Autor                  | Délka                  |
| ---------------------- | ---------------------- | ---------------------- | ---------------------- |
| 14.                    | Quantum Leap           | Black, Gass            | 3:50                   |
| 15.                    | Rivers of Brown        | Black, Gass            | 1:23                   |

| DVD (Deluxe edice) | DVD (Deluxe edice) | DVD (Deluxe edice) | DVD (Deluxe edice) |
| Pořadí             | Název              | Režisér            | Délka              |
| ------------------ | ------------------ | ------------------ | ------------------ |
| 1.                 | Low Hangin' Fruit  | Liam Lynch         | 2:32               |
| 2.                 | Where Have We Been | Liam Lynch         | 1:30               |
| 3.                 | Tale of the Fenix  | Liam Lynch         | 1:51               |
| 4.                 | Rock Is Dead       | Liam Lynch         | 1:42               |
| 5.                 | Roadie             | Jody Hill          | 7:06               |
| Celková délka:     | Celková délka:     | Celková délka:     | 14:41              |

## Obsazení
- Jack Black – zpěv (všechny skladby), akustická kytara („Rize of the Fenix“, „Deth Starr“ a „They Fucked Our Asses“)
- Kyle Gass – akustická kytara (všechny skladby), doprovodný zpěv („Rize of the Fenix“, „Low Hangin' Fruit“, „Deth Starr“, „Roadie“, „Quantum Leap“ a „Rivers of Brown“), perkuse („Señorita“), flétna („Flutes & Trombones“), zobcová flétna („The Ballad of Hollywood Jack and the Rage Kage“)
- John Konesky – elektrická kytara (všechny skladby), klasická kytara („Señorita“), lap steel kytara („Deth Starr“)
- John Spiker – baskytara (všechny skladby), klavír („Rize of the Fenix“, „Roadie“, „The Ballad of Hollywood Jack and the Rage Kage“ a „39“), varhany („Rize of the Fenix“ a „39“), perkuse („Señorita“), zpěv („Quantum Leap“), celesta („Rivers of Brown“), programování („Rize of the Fenix“, „Señorita“, „Roadie“, „The Ballad of Hollywood Jack and the Rage Kage“, „They Fucked Our Asses“, „To Be the Best“, „Quantum Leap“ a „Rivers of Brown“), aranžmá strunné sekce („Roadie“, „The Ballad of Hollywood Jack and the Rage Kage“, „They Fucked Our Asses“ a „Rivers of Brown“), aranžmá hornů („Rize of the Fenix“)
- Dave Grohl – bicí (všechny skladby mimo „They Fucked Our Asses“)
- Scott Seiver – perkuse („Low Hangin' Fruit“, „Señorita“, „The Ballad of Hollywood Jack and the Rage Kage“, „39“ a „Quantum Leap“), bicí („They Fucked Our Asses“)
- Jon Brion – baskytara, syntezátory a mellotron („The Ballad of Hollywood Jack and the Rage Kage“)
- Chris Bautista – trubka („Señorita“)
- Page McConnell – syntezátory („Deth Starr“)
- Andrew Gross – aranžmá strunné sekce („Roadie“)
- Mike Hoy – pozoun („Flutes & Trombones“)
- Christopher Wray – lap steel kytara („39“)